# 허황옥

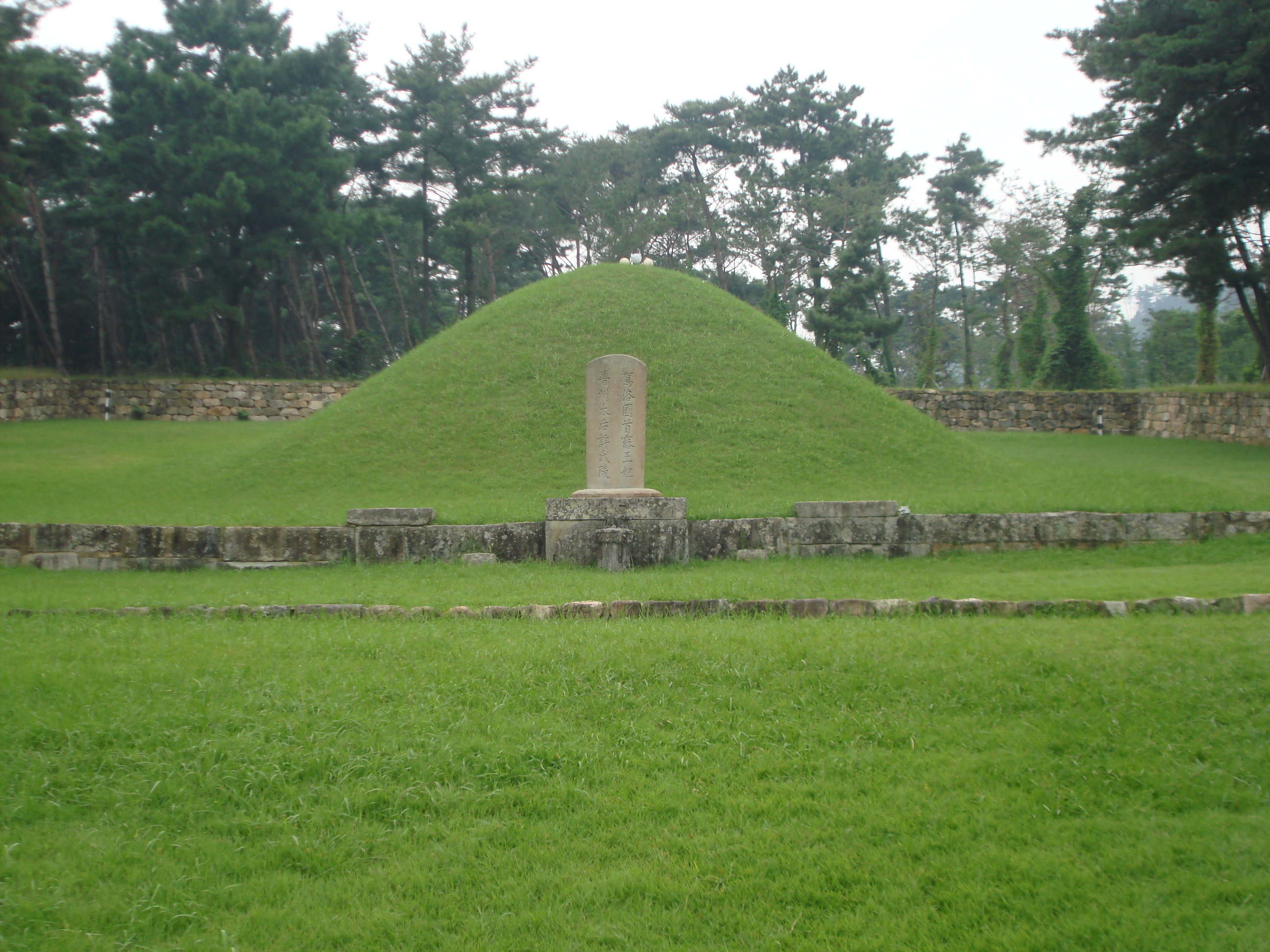
가락국 수로왕비 보주태후 허씨릉 (駕洛國 首露王妃 普州太后 許氏陵)

허황옥(許黃玉, 32년 ~ 189년)은 금관가야의 시조인 수로왕의 왕후로, 허황후 또는 보주태후라고도 하며 슈리라트나(힌디어: सुरीरत्न, 영어: Princess Suriratna), 심바발람(타밀어: சீம்பவலம்)이라는 이름으로도 알려져있다.《삼국유사》의 가락국기(駕洛國記)에 따르면, 아요디아의 공주로, 48년에 오빠 장유화상 및 수행원들과 배를 타고 가락국에 와서 왕후가 되었다. 거등왕을 비롯해 아들 10명을 낳았다.

## 생애
허황후(許皇后)라고도 하며, 김해 김씨와 김해 허씨의 시조모이다. 《삼국유사》 가락국기(駕洛國記)에 따르면, 허황옥은 본래 아유타국(阿踰陁國)의 공주인데 부왕(父王)과 왕후가 꿈에 상제(上帝)의 명을 받아 공주를 가락국 수로왕의 배필이 되게 하였다. 공주는 많은 종자(從者)를 거느리고 김해 남쪽 해안에 이르렀다. 이에 수로왕은 유천간(留天干), 신귀간(神鬼干) 등 많은 신하들을 보내어 맞으며, 왕후로 삼았다고 전한다. 왕후는 태자 거등(居登)을 낳았으며, 188년에 죽으니 나이 157세였다고 한다. 구지봉 동북쪽 언덕에 장사지냈다고 하는데, 현재 경상남도 김해시 구산동(龜山洞)의 고분이 허황후의 능이라고 전해지고 있다.
허황옥이 먼 곳에서 왔다는 것에 대해서는 이설(異說)이 별로 없으나, 인도 아유타국에서 왔다는 것에 대해서는 불교가 들어온 이후에 이야기가 덧붙여졌다고 보아 본래의 시조설화가 윤색되었다는 견해가 많다.시호는 보주태후(普州太后)이다.

## 김해(양천) 허씨
그녀는 10명의 아들 중 2명에게 허씨 성을 쓰게 해달라고 수로왕에게 부탁했다고 한다. 아들 10명을 낳았는데, 맏아들 거등(居登)은 김씨로 왕통을 잇게 하고, 두 아들은 허황후의 뜻을 살려 허씨(許氏)로 사성(賜姓)했으며, 나머지 일곱 아들은 불가에 귀의(歸依)하여 하동칠불(河東七佛)로 성불(成佛)하였다는 전설이 있다. 이후 어머니의 성을 따라 허씨 성을 사용하던 두 왕자로부터 한국의 허씨 성이 유래되어 김해 허씨로 이어지고 있다.

## 태생
허황옥의 전설은 현재 유실된 가락국기의 내용을 참고한 삼국유사에서 찾을 수 있다. 전설에 따르면 허황옥은 "아유타 왕국"의 공주였다. 현존하는 기록은 먼 나라를 제외하고는 아유타를 식별하지 않는다. 문헌과 대중 문화는 종종 아유타를 인도와 연관짓는다. 현재 인도 공화국에 아유타에 대한 전설이 기록된 문헌은 존재하지 않으나 유실되었을 수도 있고 역사의 모든 내용이 문헌에 적히지는 않는다. 한양대학교 인류학자 김병모 박사는 음성적 유사성을 바탕으로 아유타를 인도의 아요디아와 동일시했다. 그래프턴 K. 민츠와 하태흥은 아유타가 태국의 아유타야 왕국을 가리키는 것이라고 추론했지만 태국의 아유타야 왕국은 시기적으로 맞지 않아 아유타가 태국의 아유타야 왕국일 가능성은 매우 적다. 그러나 조르주 코데스(조지 코데스)에 따르면 태국의 도시는 삼국유사(삼국유사)가 구성된 1350년까지 건설되지 않았다. 역사학자 이이화는 불교하면 인도를 떠오르기 쉬우나, 당시 간다라와 간다라 불교 양식의 시초는 중앙아시아 월지국이였으며 월지족의 정치세력이 실크로드를 따라 한반도에 들어온 것이 후세에 배를 타고 온 것으로 각색되었다고 주장하였다.
아유타 왕국의 정체가 타밀라캄(오늘날의 남인도)에 있었던 판디아의 봉신국이었던 아이라는 주장도 있다. 왕후가 배를 타고 한국에 갔을 때 그녀의 배에는 쌍물고기와 삼지창 등 판디아 왕조의 여러 상징들이 실려 있었다. 고고학자 김재원은 가야 여성들이 묻힌 곳으로 추정되는 무덤 내부가 붉은 색으로 된 일본 양식(장식고분)인 것을 보고 현실적으로 가야 지배층들은 일본 여성들과 결혼한 것으로 추정한다. 적국이 된 일본을 불교 신앙으로 각색했다는 것이 가장 현실적인 해석이라는 것. 가야 고분 특히 여성이 묻혀있는 곳은 장식고분(裝飾古墳)으로 되어 있다는 점은 학계에서 항상 지적되어 온 일이었다. 또한 그 시절 현실적으로 배를 타고 건너올 수 있는 곳은 일본밖에 없다는 주장이다.

## 불교 전파설
인도 아유타국의 공주 허황옥(許黃玉)과 함께 동행한 승려인 그의 오빠 장유화상(長遊和尙)은 가야에 불교를 전파하였다고 전한다. 그의 속명은 보옥(寶玉)인데, 부귀를 뜬구름같이 보고 티끌 세상을 초연하여 불모산(佛母山)으로 들어가 오래 머물며 나오지 않았으므로 장유화상이라 불렸다. 그는 말년에 수로왕의 7 왕자를 데리고 가야산으로 들어가 3년을 수도한 끝에 신선이 됐고 지리산 반야봉 아래에 운상원(雲上院)을 짓고 7왕자를 성불하게 했다고 한다.
일곱 왕자가 수도할 때에 어머니 허왕후는 왕자들이 보고 싶어 자주 운상원을 찾았으나 오빠인 장유화상이 왕자들의 불심을 어지럽힌다 하여 만나지 못하게 했다. 그러던 중 어느 날 장유화상이 일곱 왕자들이 부처가 돼 승천(昇天)을 하게 됐다고 전하며 수도원 아래 연못을 가리켰다. 허왕후가 그곳을 보는 순간 연못에 일곱 왕자의 모습이 비치더니 이내 사라져 버렸다. 그리하여 그 연못을 영지(影池)라고 한다.
수로왕이 부처가 된 일곱 왕자를 위해 그 자리에 칠불사(七佛寺)를 지었다.
이외에도 장유화상이 건립한 사찰은 밀양의 만어사, 부은암, 김해의 해은사, 흥부암, 은하사, 동림사 등이 있다.
조선 초기 주세붕의 『무릉잡고』 속에 1544년에 쓴 ｢장유사 중창기｣에 의히면 장유사를 처음 창건한 사람은 장유화상이라 밝히고 있다.
조선 후기에 1708년에 승려 증원(證元)의 「김해 명월사 사적비」 비문에서는 장유화상이 서역으로부터 불법을 전하여 가락국에 불교의 신봉이 융성했다는 내용이 기록되어 있다.
금관가야 8대왕 질지왕(銍知王) 때 재건한 김해 불모산 장유사(長游寺)에는 장유화상사리탑이 현존하고 있다. 장유화상의 사리탑은 1983년 7월 20일 경남도 문화재자료 31호로 등재되었다.

## 차 전래설
삼국유사의  『가락국기(駕落國記』에 따르면 수로왕비인 아유타국의 공주 허황옥은 48년에 5월에 인도를 떠나 그해 7월 27일에 김해에 도착했는데, 20여 명의 수행원과 함께 왔으며, 혼수품으로 금, 은, 폐물, 비단과 함께 차 씨앗을 가지고 왔다고 한다. 
신라 30대 문무왕이 661년에 가락왕묘에 제향을 올리도록 조칙을 내렸을 때 제물로 차를 올렸다는 기록이 나온다. 
『신증동국여지승람 불우조』는 김해 금강사에 차나무가 있는데 충렬왕이 가마를 멈추고 장군(將軍)이라는 이름을 내렸다고 전한다.
『조선불교통사』에는 '김해 백월산의 죽로차는 수로왕비 허씨가 인도에서 가지고온 차 씨앗'이라고 기록하고 있다.

## 가계
10명의 아들과 2명의 딸을 두었다. 이 중 남편인 수로왕에게 청하여 2명의 아들은 자신의 성을 따라 허씨(許氏) 성을 쓰게끔 하게 해달라고 간청하여 수로왕의 동의를 얻어 2명의 아들은 허씨 성을 쓰게 되었다.
- 남편 : 수로왕(首露王, 42?~199, 재위:42~199)
- 왕비 : 허황옥(許黃玉, 33?~189)
  - 아들 : 거등왕(居登王, ? ~253 재위:199~253
  - 며느리 : 모정부인(慕貞夫人) 천부경(泉府卿)
    - 손자 : 마품왕(麻品王, ? ~291 재위:253~291)

  - 차남 : 거칠군 허석(居漆君 許錫) - 진례성(進禮城) 성주
  - 3남 : 허명(許明)
  - 4남 : 혜진(慧眞)  - 금왕광불(金王光佛)
  - 5남 : 각초(覺初)  - 금왕당불(金王幢佛)
  - 6남 : 지감(智鑑)  - 금왕상불(金王相佛)
  - 7남 : 등연(等演)  - 금왕행불(金王行佛)
  - 8남 : 주순(柱淳)  - 금왕향불(金王香佛)
  - 9남 : 정영(淨英)  - 금왕성불(金王性佛)
  - 10남 : 계영(戒英) - 금왕공불(金王空佛)
  - 장녀 : 영안공주(永安公主) 옥환(玉環) - 태사 배열문(裴烈文)의 처
    - 외손 : 배숙(裴肅)

  - 차녀 : 태자 석구광(昔仇光)의 태자비
    - 외손녀 : 마정부인(摩貞夫人), 김알지(金閼智)의 처
- 오빠 : 장유화상(長遊和尙)
- 사돈 : 탈해 이사금(脫解尼師今)

## 허황옥이 등장하는 작품
- 《김수로》(MBC, 2010년, 배우:서지혜)

## 같이 보기
- 가야
- 수로왕
- 금관가야
- 김해 김씨
- 김해 허씨
- 인천 이씨

## 참고 문헌
- 삼국유사(三國遺事)
- 가락국기(駕洛國記)